# Нгада

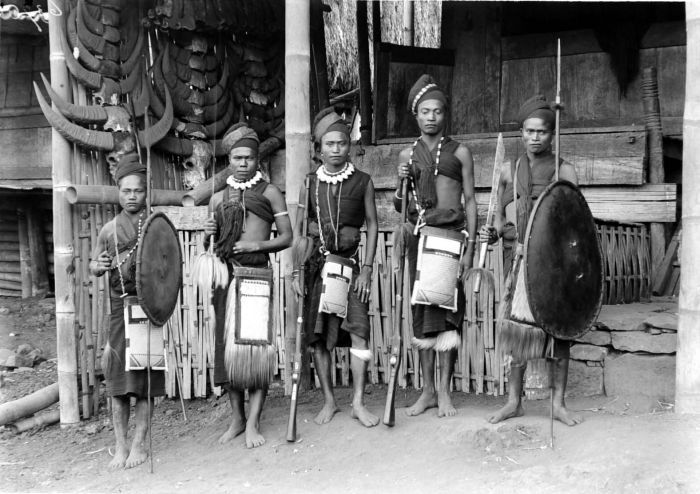
Воины нгада. 1915—1918 год.

Нгада — народ, обитающий в центральной части острова Флорес, Индонезия. Антропологи между собой называли народ «нгада» по-разному (Schröter 2005: 319): «нада» (Arndt 1929), «нагдха» (Barnes 1972), «нга’да» (Djawanai 1978). Народ «нгада» получил своё название от одного из семи больших кланов, который, согласно легенде, отделившись от остальных, проделал долгое путешествие из континентальной Юго-Восточной Азии и поселился на побережье острова Флорес (Schröter 2005: 319).

## Численность и расселение
Приблизительная численность — 60 тысяч человек (Schröter 2005: 318). Являются потомками автохтонного населения острова. Наиболее близкими родственными народами к «нгада» являются наге, кео, риунг, ндау, рокка. В основном проживают в центральной, горной части острова. Проживающие на побережье (около трети от всей численности) испытывали культурное влияние со стороны малайцев, бугисов и макасар.

## Язык
Разговаривают на языке нгада, принадлежащему к центрально—австронезийской группе австронезийской семьи и имеет различные вариации произношения (Schröter 2000: 465). Одной из особенностей этого языка является полное отсутствие приставок и суффиксов.

## Религия
В основном являются христианами-протестантами, в горных районах частично сохранились традиционные верования (вера в духов природы, культ предков) (Schröter 1998: 421).

## Занятия и кухня
Традиционно занимаются ручным подсечно-огневым земледелием. Выращивают рис, кукурузу, просо. Бобовые, тыква, арахис, овощи и пряности (в основном — перец) выращиваются в качестве товарных культур. В прибрежных районах получило развитие речное и морское рыболовство (Schröter 2000: 465). Подсобными занятиями являются охота с пиками и сумпитанами. Также в небольшом количестве выращивают буйволов, лошадей, свиней и птицу. Среди «нгада» широко распространено плетение, отдельные этнографические группы занимаются обработкой металлов, ткачеством, гончарством. В основном питаются растительной пищей, такой как клубнеплод с острой приправой или вареные крупяные, мясные блюда едят по праздникам.

## Традиционная одежда
Короткая юбка из растительных материалов является традиционной одеждой у женщин, а мужчины носят набедренную повязку. В деревнях исповедующих христианство — протестантизм носят каин, рубашку или кофту.

## Примечание
1. ↑  McWhorter, J. What We Believe but Cannot Prove / ed. McEwan I.. — Harper, 2006. — P. 68-70.